# Juan Polito
Juan Polito (Buenos Aires, Argentina, 11 de julio de 1908 – ídem 25 de octubre de 1981) fue un pianista y director de orquesta argentino dedicado al género del tango.

## Actividad profesional
Nació en el barrio de Once de la ciudad de Buenos Aires, hijo de los músicos Saverio Polito e Isabel Romano y hermano de Antonio -que tocaba piano, bandoneón y guitarra-, Pedro, que era bandoneonista y Salvador, violinista. Juan Polito ingresó de niño al Conservatorio Fracassi para estudiar violoncelo pero luego cambió al piano. Dejó la institución en 1925, debido a la muerte de sus padres y al año siguiente debutó como pianista de la ya acreditada orquesta de Juan Maglio en el Bar Domínguez. Permaneció tres años en ese conjunto, en el que también tocaron además del director, los bandoneonistas Rafael Rossi y Nicolás Primiani, los violinistas Elvino Vardaro y Emilio Puglisi y el contrabajista Francisco De Lorenzo.
En marzo de 1928, Juan Polito hizo para la discográfica Odeón la grabación como solista de cinco tangos que quedó inédito, sin circulación comercial. Más adelante integró la orquesta de Anselmo Aieta tocando el piano en un sexteto que completaban el director y Luis Moresco con bandoneón y Dimas Lurbes, Zendra y S. Menéndez con violín con el que actuó en los  cafés Germinal y Guarany y en Radio Prieto.
Hacia finales de 1928 organizó su primera orquesta, con la que actuó en el Salón Imperio de calle Lavalle, con los bandoneonistas Juan G. Bracco -luego reemplazado por Benito Cima- y Luis Moresco y los violinistas Dimas Lurbes y S. Menéndez. A continuación integró la orquesta Polito-D’Arienzo que se formó para los bailes de Carnaval en 1929 en el Palais de Glace y siguió por seis meses en diversos locales; además del piano de Polito y el violín de D’Arienzo estaban los bandoneones de Ciriaco Ortiz, Nicolás Primiani y Florentino Ottaviano, los violines de Alfredo Mazzeo y Luis Álvarez Cuervo, el contrabajo de José Puglisi y la voz como estribillista de Carlos Dante, que por entonces tenía 23 años.
En 1930, Polito rearmó un sexteto al que dirigió desde el piano en actuaciones en el Salón Imperio, con los bandoneonistas Luis Moresco y Anselmo Esmella, los violinistas Alberto Mercy y Remo Bernasconi y el contrabajista Francisco Vitali. A mediados del año siguiente fue contratado por la Compañía de Discos Brunswick para dirigir la Orquesta Típica Brunswick en reemplazo de Pedro Maffia, conjunto con el cual no actuó en público sino solamente en grabaciones; además de Polito estaban Fernando y Ángel Martín, Armando Blasco y Félix Verdi en bandoneones; Salvador Polito, Salvador y Eugenio Nobile en violines y Francisco De Lorenzo en contrabajo. En 1937, Juan Polito integró un conjunto llamado Los Magos del Tango, con los bandoneonistas Daniel Héctor Álvarez y Nicolás Pepe, el violinista Bernardo Sevilla y el cantor Pedro Arrieta.

### En la orquesta de Juan D’Arienzo
En 1938 Juan Polito ingresó a la orquesta dirigida por Juan D’Arienzo en reemplazo del pianista Rodolfo Biagi (‘Manos Brujas’) quien había egresado para formar su propio conjunto; se trataba de una orquesta que por el ritmo impuesto por el director era muy popular entre los bailarines, y el piano constituía un instrumento fundamental para lograrlo. Dos temas de Polito se constituyeron en éxitos de la orquesta en esa época, el tango La bruja y el vals Castigo, que lleva letra de Luis Rubistein. Permaneció en el conjunto hasta los carnavales de 1940 pasados los cuales todos los músicos y el cantor Alberto  Echagüe se fueron e integraron una nueva orquesta bajo la dirección de Polito, debutaron en Radio Argentina y en enero de 1943,ya actuaban en horario central en Radio Belgrano. En 1950 el conjunto de Polito hizo unas grabaciones de temas tradicionales para la discográfica Pampa, que no tuvieron mucha repercusión.
A todo esto, Juan D’Arienzo había formado con rapidez una nueva orquesta a la que ingresó como pianista Fulvio Salamanca, que marcó un cambio en el ritmo de la agrupación tornándola más acompasado, para bailar y escuchar. El ciclo con D'Arienzo, que fue fundamental en la carrera de Salamanca y le brindó fogueo y experiencia, finalizó a comienzos de 1957 en que egresó para formar su propia orquesta con un estilo renovado, de avanzada y buenos cantores. D’Arienzo convocó de nuevo a Polito y el 8 de mayo de 1957 registraron el tango ‘Llegando a puerto’, de Mario Demarco y Enrique Lary, con la voz de Mario Bustos  en una de sus mejores interpretaciones vocales, reanudando así su colaboración que continuó hasta su retiro definitivo.
Juan Polito falleció en Buenos Aires el 25 de octubre de 1981.

## Valoración
Dice Hugo Gregorutti que “Juan Polito galvanizó aún más la ‘rompedora’ orquesta de D’Arienzo, dándole un tono menos agudo en el piano, pero igual de cadenero, y con más variantes que las que le diera Biagi.” 
Por su parte Horacio Loriente opinó sobre Polito:

” …prodigio de ritmo y fuerza bailable desde el teclado, ese hilo conductor tan poderoso. Con su pulso sostenido, mostró su categoría en obras como Trago amargo, Charamusca, Derecho viejo y un tangazo instrumental de Arolas: Maipo. Fue una figura importante en el tango aunque esté diluido, por su escaso peso como director, en las enciclopedias.”

## Compositor
Su primer tango es Mano larga, del año 1924. Son obras recordables sus tangos instrumentales Se mira y no se toca y Responso malevo; la milonga Serenata con letra de Luis Rubistein y los tangos  Entre sueños, que compuso con Anselmo Aieta y lleva letra de Francisco García Jiménez; Fui, con Juan Alberto Leiva; Gurrumina, con versos de Enrique Dizeo; Quedó en venir a las nueve, con letra de Luis Caruso y Volvé hermanita, con versos de Salvador Polito. En homenaje al cabaré Chantecler, donde D'Arienzo animó las veladas durante muchos años, Juan Polito, Carlos Ángel Lazzari y Ángel Roque Gatti compusieron el tango Glorioso Chantecler y, cuando el local ya no funcionaba pero el edificio todavía subsistía, Enrique Cadícamo hizo la letra y música de un tango despidiéndolo con el título de Adiós Chantecler.